# Adenia huillensis
Adenia huillensis là một loài thực vật có hoa trong họ Lạc tiên. Loài này được (Welw.) A.Fernald & R.Fernald mô tả khoa học đầu tiên năm 1958.